# Vörösmarty tér (stanice metra v Budapešti)
Vörosmarty tér je konečná stanice linky M1 budapešťského metra. Byla otevřena veřejnosti v roce 1896. Leží pod stejnojmenným náměstím pojmenovaným po významném maďarském básníkovi Mihály Vörosmartym v centru města.

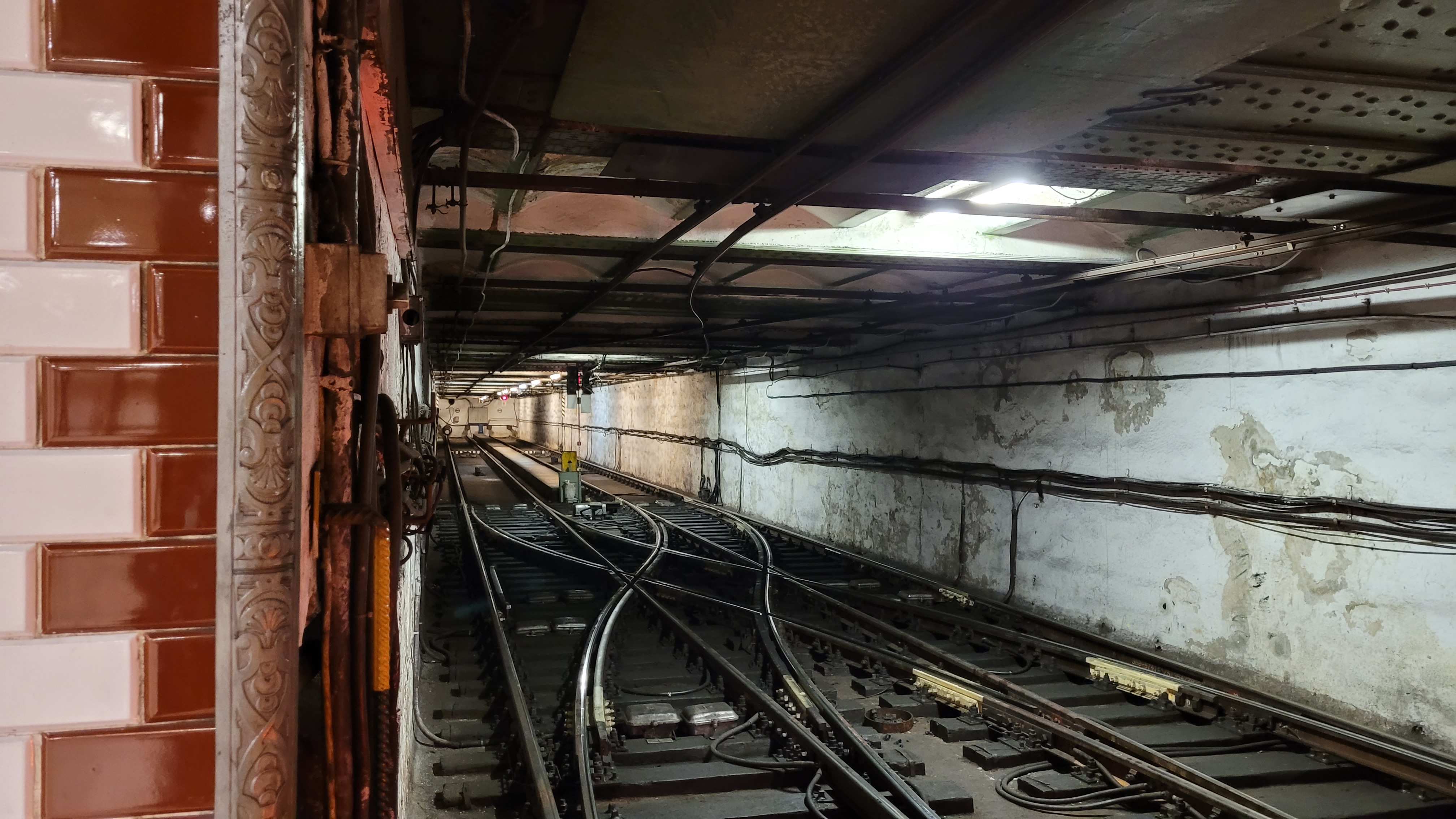
obratové koleje ve stanici